# Emil Hochdanz (Verleger)
Emil Hochdanz (geb. 2. Februar 1816 in Nohra bei Weimar; gest. 20. Februar 1885 in Stuttgart) war ein deutscher Lithograf und Verleger.

## Leben und Wirken
In Weimar absolvierte Emil Hochdanz eine Lithografenlehre und arbeitete anschließend in der lithographischen Anstalt von Bernhard Friedrich Voigt. Ende der 1830er Jahre wechselte Hochdanz in das Lithographisch Artistische Kunstinstitut von Johannes Velten (1784–1864) nach Karlsruhe und Anfang der vierziger Jahre in die lithographische Anstalt Pobuda & Rees in Stuttgart.
Seine Arbeiten und seine Begabung für Karikaturen weckten die Aufmerksamkeit des Verlagsbuchhändler Carl Hoffmann (1802–1883), der Hochdanz für mehrere Jahre beschäftigte. 1844 initiierte Hoffmann zusammen mit Mathilde Courtin die Gründung der "Allgemeinen Muster-Zeitung", deren Redaktion Courtin übernahm. Die Zeitschrift wurde mit ihren Schnittmusterbogen Vorbild für viele andere illustrierte Modezeitungen, die in der zweiten Hälfte des 19. Jahrhunderts auf den Markt drängten. Für die Herausgabe dieses Blattes gründete Hochdanz mit seinem Freund Johann Christoph Engelhorn (1818–1890) eine lithografische Anstalt und eine Verlagshandlung unter dem Namen Engelhorn & Hochdanz, die bis 1860 bestand. Nach Auflösung der Firma übernahm Hochdanz die lithographische Anstalt in Eigenregie und führte die Musterzeitung noch einige Jahre weiter, bis er sie an die Metzlersche Buchhandlung abgab.
Sein Betrieb lieferte viele Jahre hindurch hervorragende Leistungen auf dem Gebiet des Kartenstichs und des lithographischen Farbendrucks für die unterschiedlichsten Auftraggeber, die seiner Firma einen ausgezeichneten Ruf verschaffte. Als Emil Hochdanz 1885 im Alter von 69 Jahren starb, übernahm sein ältester Sohn Carl das Geschäft, der bereits seit 1876 in der väterlichen Firma tätig war. Als technischer Leiter war zuerst Paul Wagner, später Hermann Friese tätig, unter deren Leitung die Firma Emil Hochdanz ihr Renommee auch nach dem Tod des Gründers wahren konnte. 1899 erwarben Hermann Friese und Walther Hopf den Betrieb, der bis Anfang der 1920er Jahre Bestand hatte.